# Uriah Forrest

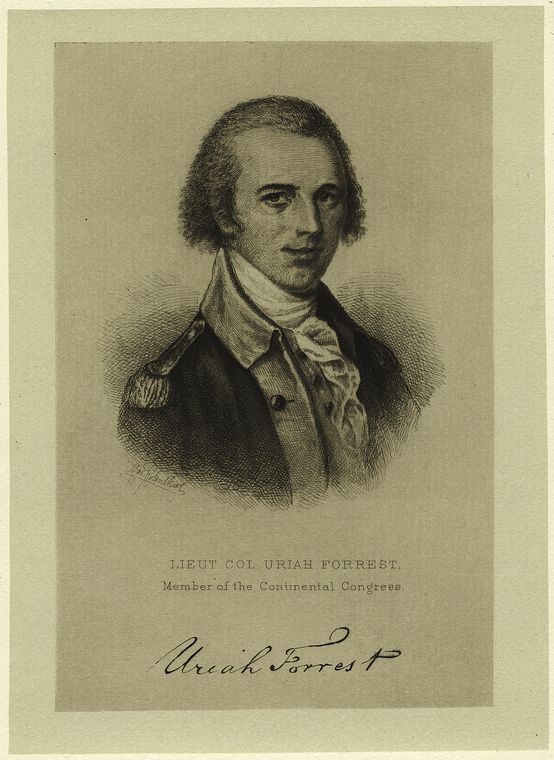
Uriah Forrest

Uriah Forrest (* 1746 bei Leonardtown, Saint Mary’s County, Province of Maryland; † 6. Juli 1805 in Washington, D.C.) war ein US-amerikanischer Politiker. In den Jahren 1793 und 1794 vertrat er den Bundesstaat Maryland im US-Repräsentantenhaus.

## Werdegang
Uriah Forrest erhielt nur eine eingeschränkte Schulausbildung. Während des Unabhängigkeitskrieges diente er in einer Einheit aus Maryland in der Kontinentalarmee. Dabei stieg er bis zum Major auf. Er wurde mehrfach verwundet und verlor sogar ein Bein. Nach dem Krieg arbeitete er im Tabakhandel. Außerdem schlug er eine politische Laufbahn ein. Zwischen 1781 und 1790 saß er mehrfach im Abgeordnetenhaus von Maryland. Im Jahr 1787 gehörte er dem Kontinentalkongress an. Politisch stand er der Bundesregierung unter Präsident George Washington nahe (Pro-Administration-Fraktion).
Bei den Kongresswahlen des Jahres 1792 wurde Forrest im dritten Wahlbezirk von Maryland in das damals noch in Philadelphia tagende US-Repräsentantenhaus gewählt, wo er am 4. März 1793 die Nachfolge von John Francis Mercer antrat. Dieses Mandat übte er bis zu seinem Rücktritt am 8. November 1794 aus. Nach dem Ende seiner Zeit im US-Repräsentantenhaus wurde Uriah Forrest im Jahr 1795 Generalmajor der Miliz von Maryland. Von 1800 bis 1805 war er bei der Verwaltung des Bezirksgerichts im neuen Bundesbezirk District of Columbia angestellt. Er starb am 6. Juli 1805 in der Bundeshauptstadt Washington.